# Simion Movilă
Simion Movilă (... – 14 settembre 1607) è stato voivoda (principe) di Valacchia nei bienni 1600-1601 e 1601-1602 e voivoda di Moldavia dal 1606 al 1607.

## Biografia
Potente boiaro della famiglia Movilești, figlio cadetto di Ioan Movilă, Simion venne eletto Hetman di Moldavia da suo fratello, il voivoda (principe) Ieremia Movilă, nel 1597. Nel settembre del 1600, di concerto con il fratello e con il potente Grand Hetman della Confederazione Polacco-Lituana, Jan Zamoyski, Simion ottenne il trono di Valacchia a discapito del precedente voivoda, Michele il Coraggioso. Cacciato dal ritorno in patria del suo predecessore, Simion riottenne il trono valacco quando Michele venne assassinato per ordine del generale asburgico Giorgio Basta il 9 agosto 1601, salvo poi perderlo per mano di Radu IX Mihnea (23 agosto). Nuovamente signore di Valacchia grazie ai polacchi, Simion perse il potere nel 1602 in favore di Radu X Șerban che lo costrinse alla fuga.
Tornato in Moldavia, Simion Movilă ne divenne voivoda alla morte del fratello (1606) salvo morire dopo un anno. Venne sepolto presso il Monastero di Sucevița, fatto erigere da lui e dal fratello Ieremia nel 1585.
Sposato con Marghita Hăra, figlia di Gavril Hăra, Simion ebbe quattro discendenti maschi:
- Mihai Movilă, principe di Moldavia alla morte del padre;
- Gavril Movilă, principe di Valacchia;
- Petru Movilă (1596-1647), Metropolita di Kiev dal 1633 al 1647;
- Musa Movilă, principe di Moldavia.